# Endres Tucher
Endres Tucher (* 5. April 1423 in Nürnberg; † 14. April 1507) war Baumeister der Reichsstadt Nürnberg in den Jahren 1464 bis 1475 und hinterließ ein für die Kulturgeschichte des deutschen Spätmittelalters sehr aufschlussreiches Baumeisterbuch.

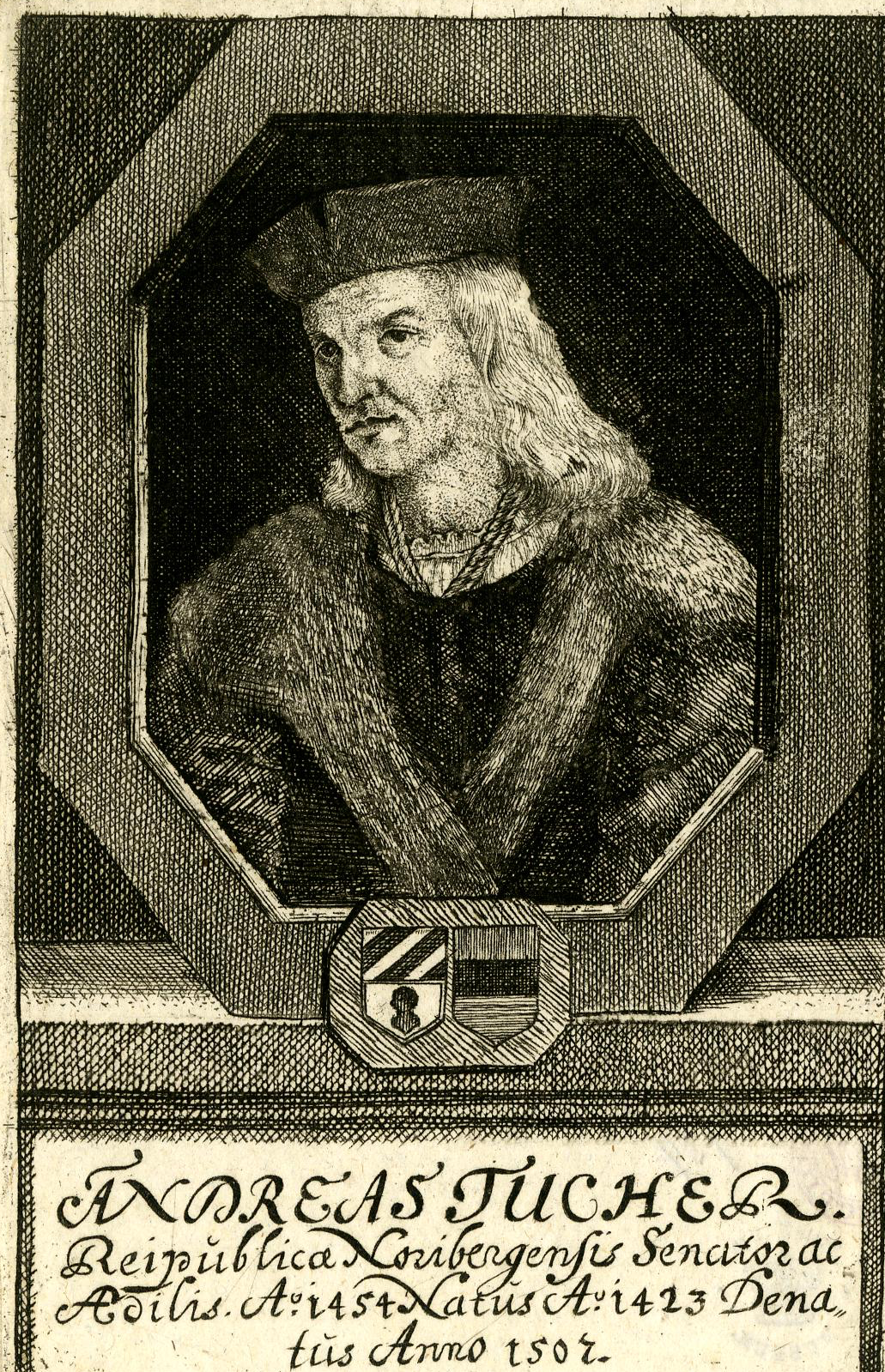
Endres Tucher. Österreichische Nationalbibliothek

Endres Tucher war der Sohn des Endres Tucher senior und der Margaretha Tucher, geborene Baumgartner. Er stammte aus der einflussreichen Nürnberger Kaufmanns- und Patrizierfamilie Tucher. Sein Baumeisterbuch fasste er in den Jahren 1464 bis 1470 ab und versah es danach mit einigen Nachträgen, die bis ins Jahr 1475 reichen. Das Werk bietet nicht nur einen umfangreichen Einblick in den Baumeisterberuf im Spätmittelalter, sondern enthält auch zahlreiche Informationen über Organisation und Architektur der Stadt Nürnberg sowie viele Angaben zur Kulturgeschichte. Ergiebig sind etwa Tuchers Ausführungen zum Abwassersystem Nürnbergs.

## Baumeisterbuch
Das Manuskript Endres Tuchers wurde zwischen 1462 und 1475 verfasst und gehört zu den ältesten erhaltenen Baumeisterbüchern Europas. Es umfasst 250 Blätter und ist für seine Zeit einzigartig. Im Annex werden tagebuchartig wichtige Ereignisse aus dem Verantwortungsbereich des Stadtbaumeisters aufführt. Es ist in zwei Abschriften im Staatsarchiv Nürnberg erhaltenen geblieben.
In Endres’ Buch werden die Aufgaben eines städtischen Baumeisters detailliert aufgeführt, wie etwa die Aufsicht über alle städtischen Gebäude, „Mauern und Thürme“ der Nürnberger Stadtbefestigung, Straßen, Brücken, Brunnen und den durch die Stadt geleiteten Fischbach, sowie der Landwehr um die Stadt und deren Instandhaltung, die oberste Kontrolle der städtischen Bauvorhaben, die Beaufsichtigung der Werkleute, Stadthandwerker und Arbeiter, die Sorge für die Beschaffung von Baumaterial, die Überwachung der städtischen Steinbrüche bei Kornburg und Reuhelberg (heute Schmausenbuck), der Organisation der Feuerwehr in der Stadt, sowie der Vorkehrungen bei Überschwemmungen.

## Ausgaben

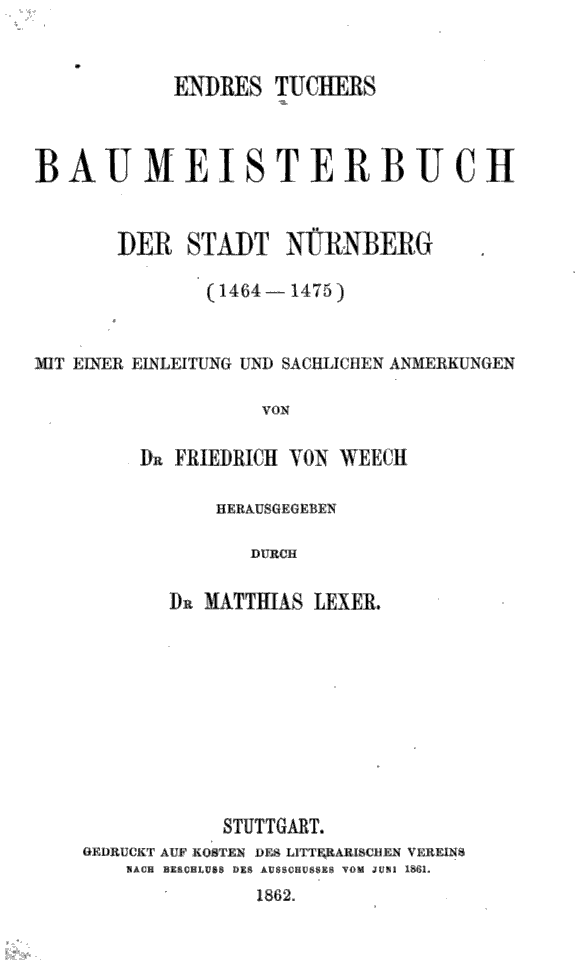
Endres Tuchers Baumeisterbuch der Stadt Nürnberg (1464–1475). Mit einer Einleitung und sachlichen Anmerkungen von Friedrich von Weech, hrsg. durch Matthias Lexer (1862)

- Endres Tuchers Baumeisterbuch der Stadt Nürnberg (1464–1475). Mit einer Einleitung und sachlichen Anmerkungen von Friedrich von Weech, hrsg. durch Matthias Lexer. Litterarischer Verein, Stuttgart 1862 (= Bibliothek des Litterarischen Vereins in Stuttgart, 64) [Nachdruck Amsterdam 1968].